# Pavetta lasioclada
Pavetta lasioclada är en måreväxtart som först beskrevs av Kurt Krause, och fick sitt nu gällande namn av Gottfried Wilhelm Johannes Mildbraed och Cornelis Eliza Bertus Bremekamp. Pavetta lasioclada ingår i släktet Pavetta och familjen måreväxter. IUCN kategoriserar arten globalt som sårbar. Inga underarter finns listade i Catalogue of Life.